# Šigefumi Mori
Šigefumi Mori (japonsko 森 重文), japonski matematik, * 23. februar 1951.
1. 1 2  Record #142401137 // Gemeinsame Normdatei — 2012—2016.
2. ↑  MacTutor History of Mathematics archive — 1994.